# Ed Sheeran
Edward Christopher Sheeran (Halifax, 17. veljače 1991.), poznatiji kao Ed Sheeran, britanski je pjevač.  Godine 2011. samostalno je objavio EP No. 5 Collaborations Project te ga tada primjećuju Elton John i Jamie Fox. Prvi album, +, bio je objavljen 9. rujna 2011. te je postigao mnoge uspjehe. Najuspješnija pjesma s tog albuma, "The A team", donijela mu je nagradu Ivor Novello za najbolje uglazbenu pjesmu i najbolji tekst. Godine 2012. osvaja Brit Award za najboljeg britanskog muškog solo umjetnika.
Godine 2012., nakon što je napisao pjesme za One Direction, Sheeran se predstavio i međunarodnoj publici te gostovao na četvrtom albumu Taylor Swift, Red. Većinu 2013. godine proveo je na turneji sa Swift, otvarajući njene koncerte. 
U studenom 2013., Sheeran je izdao pjesmu, "I See Fire", koju je skladao za soundtrack filma Hobit: Smaugova pustoš. Početkom 2014., ponovno je bio nominiran za nagradu Grammy, ovoga puta za najboljeg novog glazbenika. 

## Diskografija
Studijski albumi
- + (2011.)
- x (2014.)
- ÷ (2017.)
- No.6 Collaborations Project (2019.)
- = (2021.)
- − (2023.)
- Autumn Variations (2023.)
- Play (2025.)

EP
- The Orange Room (2005.)
- Ed Sheeran (2006.)
- Want Some? (2007.)
- You Need Me (2009.)
- Let It Out EP (2010.)
- Loose Change (2010.)
- Songs I Wrote with Amy (2010.)
- Live at the Bedford (2010.)
- No. 5 Collaborations Project (2011.)
- One Take EP (2011.)
- iTunes Festival: London 2011 (2011.)
- Thank You (2011.)
- The Slumdon Bridge [s Yelawolfom] (2012.)
- iTunes Festival: London 2012 (2012.)

## Vanjske poveznice
- (engl.) Službena stranica
- (engl.) Ed Sheeran – MySpace
- (engl.) Ed Sheeran – Facebook
- (engl.) Ed Sheeran – YouTube
- (engl.)  - internet

|  | Zajednički poslužitelj ima još gradiva o temi Ed Sheeran |